# 钱塘站
钱塘站是中国浙江省杭州市钱塘区正在规划中的一座高铁站，将接入萧山机场联络线，远期将接入水乡旅游线。本站将于2022年亚运会结束后开工，预计2025年投入使用。

## 接驳交通

### 地铁
本站周边有地铁8号线冯娄村站。